# Erker

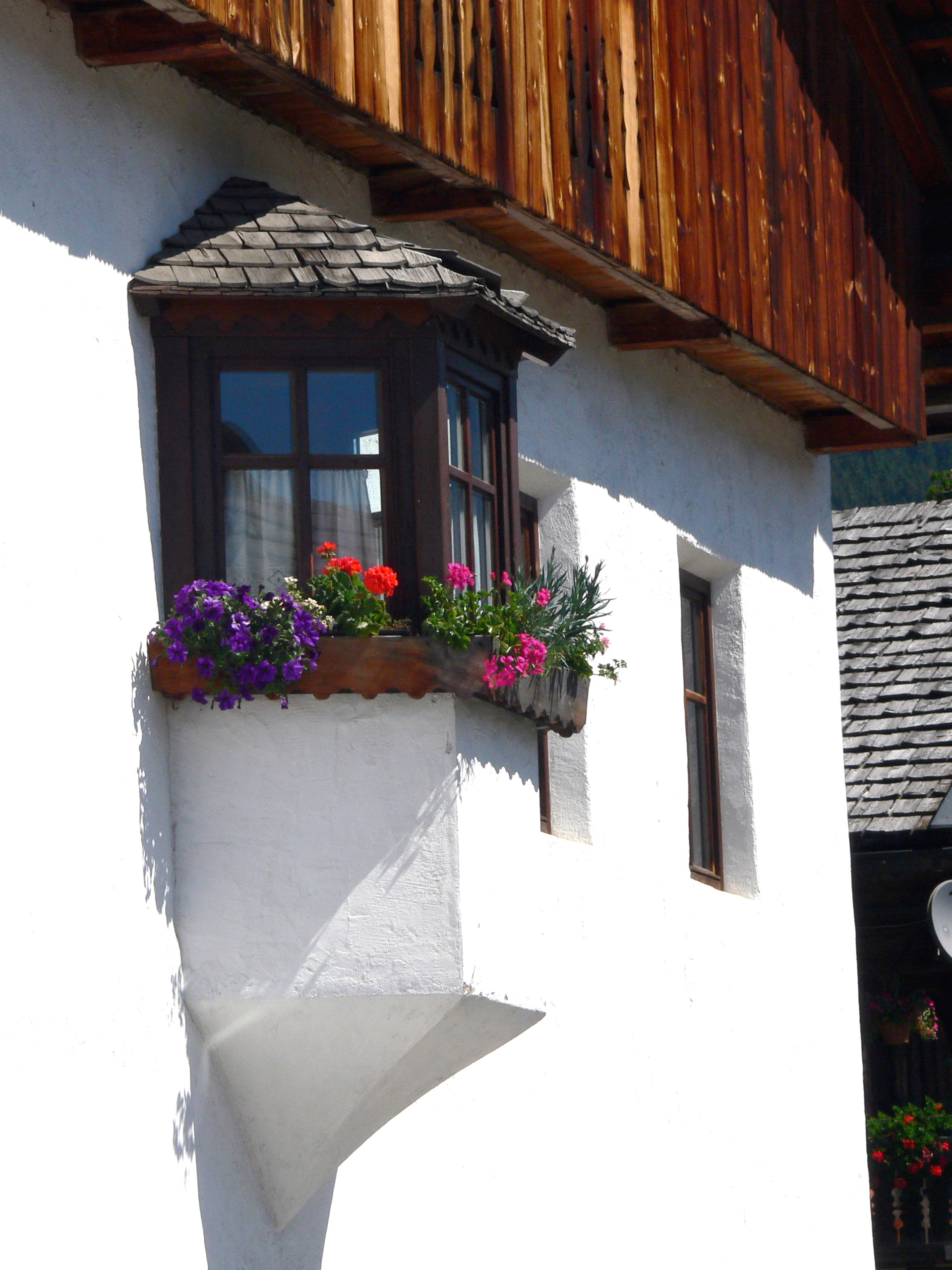
Esempio di erker in val Pusteria

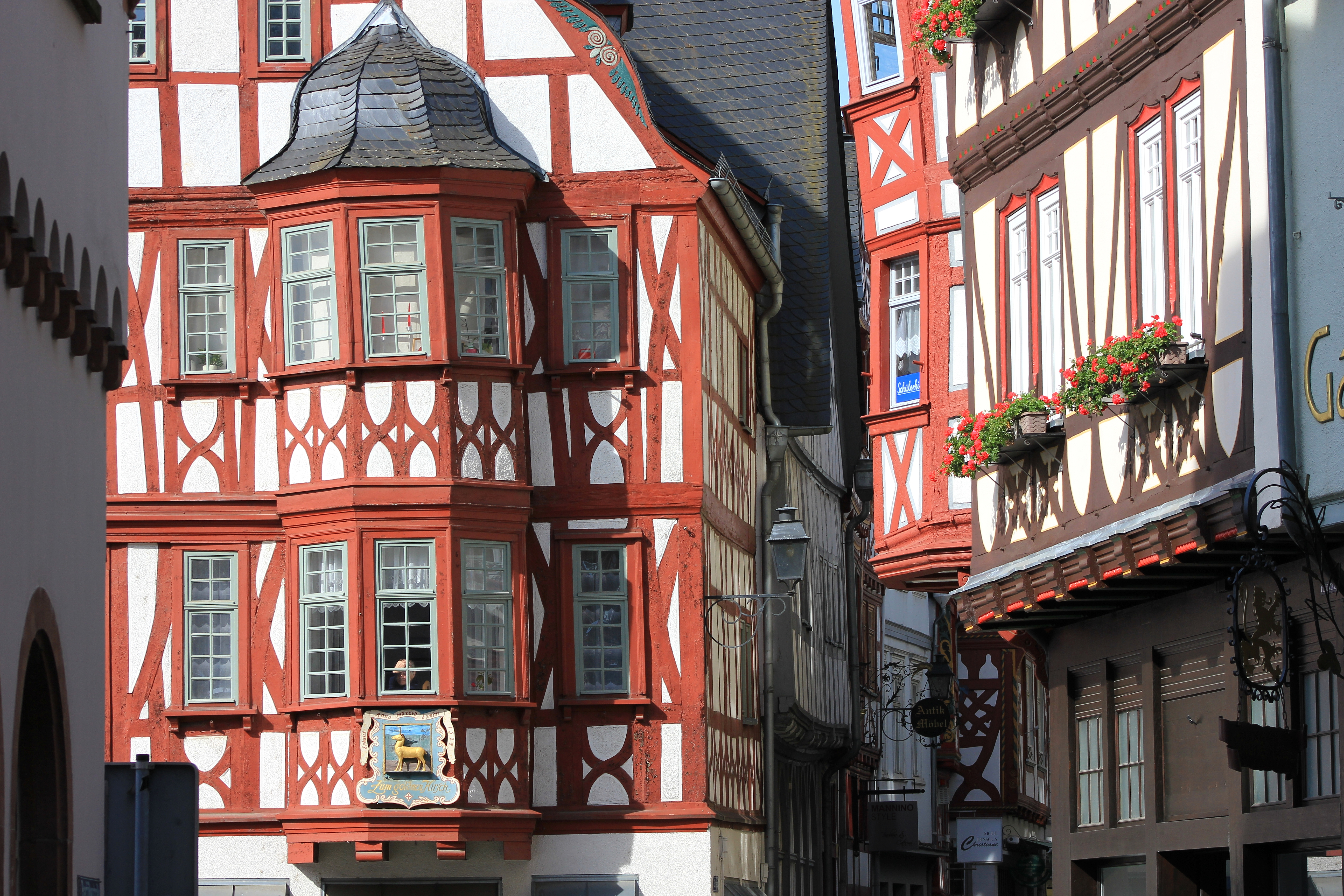
Esempio di erker a graticcio a Limburg an der Lahn, Germania

Un erker è una finestra a protrusione, ovvero che aggetta dalla facciata dell'edificio in cui si trova.
Può essere a uno o più piani e parte, a differenza della bay window ha un aggetto maggiore e presenta più forme in piano. Se è esagonale o rettangolare e sostenuto da una grossa mensola, è detto anche oriel. Questa struttura è tipica delle case diffuse nei territori di lingua tedesca.

## Caratteristiche
Il termine Erker è di origine tedesca.
Questo maggiore spazio, ottenuto proiettando più all'esterno le finestre, permette di ottenere una "baia", quadrata o poligonale. Solitamente gli angoli usati sono di 90, 135 e 150 gradi. Spesso gli erker sono associati allo stile architettonico vittoriano. In Alto Adige sono invece molto comuni nei masi.
Gli erker spesso sono usati per avere l'illusione di avere una stanza più larga. Sono inoltre utilizzati per aumentare l'ingresso della luce nei locali, oltre che per aumentare la visuale all'esterno.
In misura minore, sono presenti anche in Trentino.